# Order Domowy i Zasługi Księcia Piotra Fryderyka Ludwika
Order Domowy i Zasługi Księcia Piotra Fryderyka Ludwika (niem. Haus und Verdienstorden des Herzogs Peter Friedrich Ludwig) – najwyższe odznaczenie Wielkiego Księstwa Oldenburga, ustanowione 27 listopada 1838 przez wielkiego księcia Pawła Fryderyka Augusta na cześć jego ojca i poprzednika na tronie – wielkiego księcia Piotra Fryderyka Ludwika. Nadawany członkom królewskiego rodu i zagranicznym głowom państw. W 1918 utracił status odznaczenia państwowego wraz z likwidacją księstwa i od 1919 przetrwał jako order domowy dynastii Oldenburskiej.
Podział orderu:
- Krzyż Wielki z Koroną (Großkreuz mit die Krone), ewentualnie z łańcuchem, klasa dodana w 1863,
- Krzyż Wielki (Großkreuze),
- Wielki Komandor (Großkomtur),
- Komandor (Komtur),
- Oficer (Offizier), klasa dodana w 1903,
- Kawaler I Klasy (Ritter I. Klasse), do 1859 Krzyż Mały (Kleinkreuz),
- Kawaler II Klasy (Ritter II. Klasse), klasa dodana w 1861,

oraz dodatkowo:
- Krzyż Zasługi (Verdienstkreuz),
- Medal Zasługi (Verdienstmedaille).

Wielcy Mistrzowie orderu:
- Paweł Fryderyk August Oldenburg (1838-1853)
- Piotr II Oldenburg (1853-1900)
- Fryderyk August II Oldenburg (1900-1931)
- Mikołaj Fryderyk Wilhelm Oldenburg (1931-1970)
- Anton-Günther Fryderyk August Oldenburg (1970-2014)
- Chrystian Mikołaj Udo Piotr Oldenburg (od 2014)

## Odznaczeni
Krzyże Wielkie z Koroną otrzymali m.in.:
- 1839: Mikołaj I Romanow, rosyjski cesarz
- 1839: Otton I Wittelsbach, grecki król
- 1839: Leopold, badeński wielki książę
- 1839: Gustaw Waza, szwedzki książę

- 1840: Chrystian VIII Oldenburg, duński król
- 1840: Ernest August I, hanowerski król
- 1840: Ludwik II, heski wielki książę
- 1841: Ludwik I Wittelsbach, bawarski król
- 1841: Jerzy V Hanowerski, hanowerski król
- 1842: Karol Fryderyk, sasko-weimarski wielki książę
- 1843: Stefan Wiktor Habsburg, austriacki arcyksiążę
- 1843: Fryderyk Wilhelm IV Hohenzollern, pruski król
- 1843: Fryderyk Franciszek II, meklembursko-schweriński wielki książę (w 1870 ponowne nadanie z mieczami)
- 1843: Wilhelm Brunszwicki, brunszwicko-lüneburski książę
- 1843: Wilhelm hesko-kasselski landgraf
- 1844: Leopold I Koburg, belgijski król
- 1844: Karol Aleksander, sasko-weimarski wielki książę
- 1847: Aleksander II Romanow, rosyjski cesarz
- 1848: Fryderyk VII Oldenburg, duński król
- 1849: Adolf Nassauski, luksemburski wieki książę
- 1850: Wilhelm I Hohenzollern, niemiecki cesarz
- 1853: Konstanty Romanow, rosyjski wielki książę, namiestnik Polski
- 1853: Mikołaj Romanow, rosyjski wielki książę
- 1853: Michał Romanow, rosyjski wielki książę
- 1853: Franciszek Józef I, austriacki cesarz
- 1854: Jan Wettyn, saski król
- 1856: Leopold II Koburg, belgijski król
- 1858: Franciszek Karol Habsburg, austriacki arcyksiążę
- 1858: Maksymilian I Habsburg, meksykański cesarz
- 1858: Karol Ferdynand Habsburg, austriacki arcyksiążę
- 1859: Fryderyk III Hohenzollern, niemiecki cesarz (w 1870 ponowne nadanie z mieczami)
- 1860: Aleksander III Romanow, rosyjski cesarz
- 1860: Włodzimierz Romanow, rosyjski wielki książę
- 1862: Ernest August, hanowerski następca tronu
- 1862: Ludwik II Wittelsbach, bawarski król
- 1862: Luitpold Wittelsbach, bawarski regent
- 1863: Aleksy Romanow, rosyjski wielki książę
- 1863: Fryderyk Wilhelm, meklembursko-strelitzki wielki książę
- 1865: Wilhelm, meklembursko-schweriński książę
- 1867: Karol August, sasko-weimarski następca tronu
- 1869: Ludwik III Wittelsbach, bawarski król
- 1869: Fryderyk Wilhelm I, heski landgraf i książę elektor
- 1871: Albert I Wettyn, saski król
- 1872: Fryderyk Franciszek III, meklembursko-schweriński wielki książę
- 1874: Eugeniusz Erdmann, wirtemberski książę
- 1875: Isma’il Pasza, egipski wicekról
- 1876: Jerzy Wettyn, saski król
- 1878: Wilhelm II Hohenzollern, niemiecki cesarz
- 1878: Henryk Hohenzollern, pruski książę
- 1878: Fryderyk Leopold Hohenzollern, pruski książę
- 1878: Aleksander Ferdynand Hohenzollern, pruski książę
- 1878: Edward VII Koburg, brytyjski król
- 1878: Konstanty Romanow, rosyjski wielki książę

- Chrystian X Glücksburg, duński król
- Wilhelmina Oranje-Nassau, holenderska królowa
- Albert I Koburg, belgijski król
- Gustaw V Bernadotte, szwedzki król
- Helmuth von Moltke, pruski feldmarszałek